# McCallum (série télévisée)
Pour les articles homonymes, voir McCallum.
McCallum est une série télévisée britannique en un pilote de 75 minutes, quatorze épisodes de 50 minutes et un épisode de 120 minutes, créée par Stuart Hepburn et diffusée entre le 28 décembre 1995 et le 7 décembre 1998 sur le réseau ITV1.
En France, la série a été diffusée à partir du 5 septembre 1998 sur Canal+, et au Québec à partir de février 2000 à Séries+.

## Synopsis
Cette série met en scène les enquêtes d'un médecin légiste écossais en poste à Londres. 
Homme à la vie sentimentale déplorable, McCallum se retrouve à plusieurs reprises impliqué personnellement dans des affaires sur lesquelles il travaille, allant même jusqu'à être accusé du meurtre d'une femme policier avec qui il a eu une liaison.

## Distribution
- John Hannah : Dr Iain McCallum
- Suzanna Hamilton : Joanna Sparks
- Richard Moore (en) : Sir Paddy Penfold
- Gerard Murphy (en) : Inspecteur Bracken
- Richard O'Callaghan : Bobby Sykes
- James Saxon (en) (VF : Michel Larsone) : Fuzzy Brightons
- Zara Turner : Dr Angela Moloney
- Alex Walkinshaw (en) : DS Small

## Épisodes

### Pilote (1995)
1. Les Clés de mon cœur (The Key to My Heart) 75 minutes

### Première saison (1997)
1. Sacrifice - 1re partie (Sacrifice - Part 1)
2. Sacrifice - 2e partie (Sacrifice - Part 2)
3. Bactérie mortelle - 1re partie (Touch - Part 1)
4. Bactérie mortelle - 2e partie (Touch - Part 2)
5. Mort à petite dose - 1re partie (Dead but Still Breathing - Part 1)
6. Mort à petite dose - 2e partie (Dead but Still Breathing - Part 2)

### Deuxième saison (1998)
1. La Cité des morts - 1re partie (City of the Dead - Part 1)
2. La Cité des morts - 2e partie (City of the Dead - Part 2)
3. Récolte - 1re partie (Harvest - Part 1)
4. Récolte - 2e partie (Harvest - Part 2)
5. Les Soupçons - 1re partie (Dead Men's Fingers - Part 1)
6. Les Soupçons - 2e partie (Dead Men's Fingers - Part 2)
7. Le Régime miracle - 1re partie (Running on Empty - Part 1)
8. Le Régime miracle - 2e partie (Running on Empty - Part 2)
9. Bizutage macabre (Beyond Good and Evil) 120 minutes